# Eilema griseata
Eilema griseata är en fjärilsart som beskrevs av De Toulgoët 1980. Eilema griseata ingår i släktet Eilema och familjen björnspinnare. Inga underarter finns listade i Catalogue of Life.